# Parafia Matki Bożej Różańcowej w Wzdowie
Parafia Matki Bożej Różańcowej we Wzdowie − parafia rzymskokatolicka, znajdująca się w archidiecezji przemyskiej, w dekanacie Jaćmierz. 

## Historia
W 1980 roku we Wzdowie rozpoczęto odprawianie mszy świętych w budynku wiejskim, gdzie z inicjatywy ks. Józefa Turonia była urządzona kaplica. W latach 1980–1982 zbudowano murowany kościół. 31 sierpnia 1982 roku dekretem bpa Ignacego Tokarczuka została erygowana parafia, z wydzielonego terytorium parafii Jasionów. 21 listopada 1982 roku bp Ignacy Tokarczuk poświęcił kościół pw. Matki Bożej Różańcowej. W latach 1988–1994 kościół został rozbudowany i powiększony.
Na terenie parafii jest 986 wiernych.
Proboszczowie parafii:
1982–?. ks. Władysław Pieniążek.
2001– nadal ks. Ludwik Pietrycha.